# Archibald Goldie
Archibald Goldie   (Angus, 7 de juliol de 1888 - 24 de gener de 1964) va ser un meteoròleg escocès.
Goldie es va graduar a la universitat de Cambridge el 1913. Immediatament va ingressar en el Servei Meteorològic Britànic, essent destinat inicialment al observatori de Falmouth a Cornualla (Gran Bretanya), però l'esclat de la Primera Guerra Mundial va fer que fos transferit al Observatori d'Eskdalemuir com assistent de Lewis Fry Richardson.
Des de 1924 fins a 1938 va ser superintendent de l'oficina meteorològica d'Edimburg i des de 1938 fins a la seva jubilació el 1953, va ser director adjunt del Servei Meteorològic Britànic a Londres.
Els anys que va estar a Edimburg van ser els més productius en la seva recerca sobre el que succeeix a les capes altes de l'atmosfera.